# Le Bon Gros Géant (film)
Pour les articles homonymes, voir Le Bon Gros Géant (homonymie) et BGG.
Pour plus de détails, voir Fiche technique et Distribution.
Le Bon Gros Géant ou Le BGG (The BFG, pour Big Friendly Giant) est un film d'aventure fantastique américano-indien réalisé par Steven Spielberg, sorti en 2016. Il s'agit d'une adaptation du roman du même nom de Roald Dahl, publié en 1982.
Le film est présenté en avant-première au festival de Cannes 2016. Il reçoit des critiques globalement positives dans la presse, mais est un échec au box-office, rapportant 195 millions de dollars pour un budget de 140 millions de dollars. Il est dédié à la mémoire de la scénariste Melissa Mathison, dont c'est la dernière œuvre, décédée en 2015.

## Synopsis
Le Bon Gros Géant est un géant bien différent des autres habitants du pays des Géants. Mesurant plus de 7 mètres, maigre (contrairement à son nom en français), il possède de grandes oreilles et un odorat très fin. N'étant pas très malin, il est assez timide mais tout à fait adorable. Il est beaucoup moins effrayant que d'autres géants, comme le Buveur de sang et l'Avaleur de chair fraîche. Alors que ses congénères mangent les humains, le BGG, lui, préfère les schnockombres et la frambouille.
Sophie, une petite fille d'une dizaine d'années vivant dans un orphelinat de Londres, est d'abord effrayée par le géant. Elle va vite se rendre compte qu’il est très gentil. Elle lui pose ensuite beaucoup de questions. Le BGG emmène alors Sophie au Pays des Rêves, là où il recueille les rêves et les insuffle aux enfants. Il va faire découvrir à Sophie la magie et le mystère des rêves. La présence de la petite Sophie au Pays des Géants va cependant attirer l’attention d'autres géants. Sophie et le BGG quittent alors le Pays des Géants et se rendent à Londres pour avertir la reine d'Angleterre du danger que représentent les géants…

## Fiche technique
Sauf indication contraire, les informations mentionnées dans cette section peuvent être confirmées par les bases de données cinématographiques IMDb et Allociné,  présentes dans la section « Liens externes ».
- Titre original : The BFG

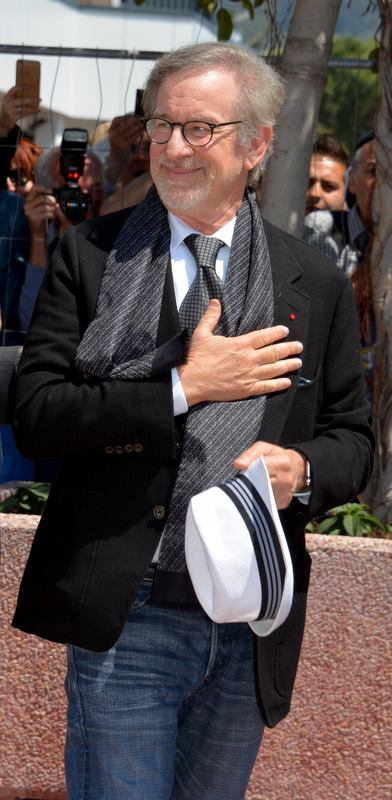
Steven Spielberg, pour la présentation du film au Festival de Cannes 2016.

- Titre français : Le Bon Gros Géant ou Le BGG : Le Bon Gros Géant
- Réalisation : Steven Spielberg
- Scénario : Melissa Mathison, d’après le roman Le Bon Gros Géant de Roald Dahl
- Musique : John Williams
- Direction artistique : Chris Beach, Todd Cherniawsky, Stefan Dechant, Rebecca Milton, Margot Ready et Grant Van Der Slagt
- Décors : Rick Carter et Robert Stromberg
- Costumes : Joanna Johnston
- Photographie : Janusz Kamiński
- Son : Tim Fraser, Richard Hymns, Ron Judkins, Tom Lalley, Andy Nelson, Gary Rydstrom
- Montage : Michael Kahn
- Effets visuels : Mark Gee, Joe Letteri, Ken McGaugh, Kevin Andrew Smith, Weta Digital
- Production : Frank Marshall, Sam Mercer et Steven Spielberg
  - Production déléguée : Kathleen Kennedy, Kristie Macosko Krieger, John Madden et Michael Siegel
  - Production associée : Samantha Becker et Melissa Mathison
  - Coproduction : Adam Somner
- Sociétés de production :
  - États-Unis : The Kennedy/Marshall Company, en association avec Walden Media, présenté par Amblin Entertainment et Walt Disney Pictures, avec Dreamworks Pictures (titulaire des droits d'auteur uniquement)
  - Inde : présenté par Reliance Entertainment
- Sociétés de distribution : Walt Disney Studios Motion Pictures (États-Unis) ; Reliance Distribution (Inde) ; Metropolitan Filmexport (France) ; Starway Film Distribution (Belgique) ; Ascot Elite Entertainment Group (Suisse romande)
- Budget : 140 millions USD[1],[2]
- Pays de production :  États-Unis,  Inde
- Langues originales : anglais, hindi
- Format : couleur (Technicolor) — Codex — 2,39:1 (Panavision) — son Dolby Surround 7.1 / Dolby Atmos / D-Cinema 96 kHz 7.1 / Dolby Digital / 12-Track Digital Sound / Auro 11.1
- Genre : aventure, fantastique
- Durée : 117 minutes
- Dates de sortie[3] :
  - France : 14 mai 2016 (Festival de Cannes), 20 juillet 2016 (sortie nationale)[4]
  - États-Unis, Québec : 1er juillet 2016[5]
  - Belgique, Suisse romande : 20 juillet 2016[6],[7]
  - Inde : 29 juillet 2016
- Classification[8] :
  - États-Unis : certaines scènes ou propos sont susceptibles de heurter la sensibilité des plus jeunes - accord parental souhaitable (PG - Parental Guidance Suggested)[N 1]
  - Inde : accord parental pour les moins de 14 ans (contenant des scènes ou des paroles équivoques) (U/A - Unrestricted Public Exhibition - With Parental Guidance)
  - France : tous publics (conseillé à partir de 8 ans)[4],[9]
  - Belgique : tous publics (Alle Leeftijden)[6]
  - Suisse romande : interdit aux moins de 8 ans[10]
  - Québec : tous publics (G - General Rating)[5]

## Distribution
- Mark Rylance (VF : Dany Boon ; VQ : Frédéric Desager)[11] : le Bon Gros Géant, alias le BGG (Big Friendly Giant en VO, alias BFG)
- Ruby Barnhill (VF : Jaynelia Coadou ; VQ : Julianne Belleau) : Sophie
- Penelope Wilton (VF : Tania Torrens ; VQ : Élise Bertrand) : la reine Élisabeth II
- Rebecca Hall (VF : Laetitia Coryn ; VQ : Mélanie Laberge) : Mary
- Bill Hader : (VQ : Guy Nadon) : le Géant Buveur de sang (Bloodbottler en VO)
- Jemaine Clement (VF : Paul Borne ; VQ : Sylvain Hétu) : Mange-Chair-Fraîche (The Fleshlumpeater en VO)
- Adam Godley : Manhugger
- Ólafur Darri Ólafsson : Maidmasher
- Michael Adamthwaite : Butcher Boy
- Marilyn Norry : Matron
- Rafe Spall : (VF : Damien Boisseau ; VQ : Philippe Martin (acteur)) : M. Tibbs

Sources : Version française (VF) sur allodoublage.com, Version Québécoise (VQ) sur doublage.qc.ca

## Production

### Genèse et développement
Les producteurs Frank Marshall et Kathleen Kennedy ont commencé à développer une adaptation cinématographique du Bon Gros Géant de Roald Dahl en 1991 avec Paramount Pictures. Le couple de scénaristes Robin Swicord et Nicholas Kazan écrivent une première adaptation en 1998, alors que Robin Williams est envisagé pour le rôle-titre. En 2001, Gwyn Lurie procède à des réécritures, avec un avis positif des ayants droit de Roald Dahl.
En septembre 2011, DreamWorks SKG annonce qu'ils ont acquis les droits du livre et que Frank Marshall et Kathleen Kennedy en sont toujours producteurs, alors que Melissa Mathison va écrire un nouveau scénario. En avril 2014, Steven Spielberg est annoncé à la réalisation avec un tournage envisagé en 2015 et une sortie prévue pour 2016. Le cinéaste connaît parfaitement bien le livre qu'il lisait à ses enfants dans les années 80.
En mars 2015, Walden Media rejoint le projet en coproduction. Sam Mercer participe également à la production. En avril 2015, Walt Disney Pictures rejoint également la production. C'est alors la première collaboration entre Disney et Steven Spielberg.

### Attribution des rôles
Le 27 octobre 2014, Mark Rylance est choisi pour incarner le Bon Gros Géant. Pour le rôle de Sophie, de nombreuses jeunes actrices ont été auditionnées, la Britannique Ruby Barnhill est officialisée en décembre 2014. Bill Hader est confirmé dans un rôle non spécifié en mars 2015. En avril 2015, Penelope Wilton, Rebecca Hall, Jemaine Clement, Michael David Adamthwaite, Daniel Bacon, Chris Gibbs, Adam Godley, Jonathan Holmes, Paul Moniz de Sa et Ólafur Ólafsson rejoignent la distribution.
Steven Spielberg aurait rencontré l'acteur retraité Gene Wilder pour lui proposer un rôle dans le film.

### Tournage
Le tournage débute le 23 mars 2015, et s'achève le 12 juin 2015. Il a eu lieu à Vancouver et aux Îles Féroé.

### Musique
Albums de John Williams
Star Wars, épisode VII : Le Réveil de la Force
(2015) Star Wars, épisode VIII : Les Derniers Jedi
(2017)
La musique du film est composée par John Williams, fidèle collaborateur de Steven Spielberg.
| Liste des titres | Liste des titres      | Liste des titres | Liste des titres | Liste des titres | Liste des titres | Liste des titres | Liste des titres | Liste des titres | Liste des titres |
| No               | Titre                 | Durée            |                  |                  |                  |                  |                  |                  |                  |
| ---------------- | --------------------- | ---------------- | ---------------- | ---------------- | ---------------- | ---------------- | ---------------- | ---------------- | ---------------- |
| 1.               | Overture              | 1:18             |                  |                  |                  |                  |                  |                  |                  |
| 2.               | The Witching Hour     | 4:41             |                  |                  |                  |                  |                  |                  |                  |
| 3.               | To Giant Country      | 2:33             |                  |                  |                  |                  |                  |                  |                  |
| 4.               | Dream Country         | 10:10            |                  |                  |                  |                  |                  |                  |                  |
| 5.               | Sophie's Nightmare    | 1:57             |                  |                  |                  |                  |                  |                  |                  |
| 6.               | Building Trust        | 3:25             |                  |                  |                  |                  |                  |                  |                  |
| 7.               | Fleshlumpeater        | 1:37             |                  |                  |                  |                  |                  |                  |                  |
| 8.               | Dream Jars            | 3:30             |                  |                  |                  |                  |                  |                  |                  |
| 9.               | Frolic                | 1:44             |                  |                  |                  |                  |                  |                  |                  |
| 10.              | Blowing Dreams        | 3:46             |                  |                  |                  |                  |                  |                  |                  |
| 11.              | Snorting and Sniffing | 2:13             |                  |                  |                  |                  |                  |                  |                  |
| 12.              | Sophie's Future       | 2:30             |                  |                  |                  |                  |                  |                  |                  |
| 13.              | There Was a Boy       | 3:30             |                  |                  |                  |                  |                  |                  |                  |
| 14.              | The Queen's Dream     | 3:08             |                  |                  |                  |                  |                  |                  |                  |
| 15.              | The Boy's Drawings    | 3:05             |                  |                  |                  |                  |                  |                  |                  |
| 16.              | Meeting the Queen     | 3:00             |                  |                  |                  |                  |                  |                  |                  |
| 17.              | Giants Netted         | 2:03             |                  |                  |                  |                  |                  |                  |                  |
| 18.              | Finale                | 2:14             |                  |                  |                  |                  |                  |                  |                  |
| 19.              | Sophie and the BFG    | 8:09             |                  |                  |                  |                  |                  |                  |                  |
| 64:33            |                       |                  |                  |                  |                  |                  |                  |                  |                  |

## Accueil

### Accueil critique
En France comme aux États-Unis, le film reçoit un accueil plutôt mitigé. Le Monde écrit : « Spielberg a gratté tout ce qu'il pouvait présenter d’âpreté pour n’en conserver qu’une trame tristement mièvre, espérant sans doute en compenser la pauvreté par une débauche d’effets visuels et sonores ». Un film « asphyxié par les effets spéciaux », concède Libération, et l'un des plus mauvais films du fameux réalisateur selon L'Obs. Certains le décrivant même comme « un petit Spielberg ». Avec un avis plus nuancé, Première décrit à l'inverse un « film intrépide où les sorties de route esthétiques ne pèsent pas bien lourd face à sa puissance émotionnelle ». Pour sa part, le New York Times estime que le film est « restreint » par rapport à l’œuvre originale de Roald Dahl. Mais pour USA Today, c'est un film jugé parfait pour « un public plus jeune ». Et globalement, la prestation de Mark Rylance, l'acteur qui interprète le géant, est saluée par la presse qui, par ailleurs, pense que c'est un personnage « d'une dimension qui manque cruellement au reste du film ».
Sur Allociné, le film obtient une note de 3 sur 5 pour la presse et une note d'un peu plus de 3 pour les spectateurs. Et sur IMDb, il obtient une note globale d'un peu plus de 6 sur 10.

### Box-office
| Pays ou région    | Box-office      | Date d'arrêt du box-office | Nombre de semaines |
| ----------------- | --------------- | -------------------------- | ------------------ |
| États-Unis Canada | 55 483 770 $    | 13 octobre 2016            | 15                 |
| France            | 771 018 entrées | 5 octobre 2016             | 12                 |
| Mondial           | 176 845 402 $   | 13 octobre 2016            | 15                 |

Le 5 juillet 2016, avec seulement 23 millions d'USD de recettes durant sa première semaine de sortie, le film se profile comme l'un des plus importants flop de 2016.
Le Bon Gros Géant fait partie de la liste des plus gros échecs commerciaux de 2016 selon The Hollywood Reporter, ne rapportant que 178 millions $ de recettes mondiales, pour un budget de 140 millions $ auquel s'ajoute un budget marketing important non précisé.

## Distinctions

### Récompenses

#### 2016
- Heartland Film : Prix du film le plus émouvant pour Steven Spielberg
- Washington DC Area Film Critics Association Awards : meilleur acteur en capture de mouvement pour Mark Rylance

#### 2017
- Academy of Science Fiction, Fantasy and Horror Films - Saturn Awards :
  - Meilleur montage pour Michael Kahn
  - Meilleure décors pour Rick Carter et Robert Stromberg
- Annie Awards : meilleurs effets d'animation dans une production en prise de vues réelles pour Gary Boyle, David Caeiro Cebrián, Ben Folkman, Luke Millar et Claude Schitter

### Nominations

#### 2016
- BAFTA Awards : BAFTA vote des enfants – meilleur long métrage pour Frank Marshall, Melissa Mathison, Sam Mercer et Steven Spielberg
- Golden Trailer Awards : meilleure musique originale
- GoldSpirit Awards
  - Meilleure musique originale pour John Williams
  - Meilleure musique de science-fiction/fantastique pour John Williams
  - Meilleur signal pour John Williams
- Indiana Film Journalists Association : meilleure performance vocale ou de capture de mouvement pour Mark Rylance
- Women Film Critics Circle Awards : meilleur film d'animation féminin
- World Soundtrack Awards : compositeur de cinéma de l'année pour John Williams

#### 2017
- Academy of Science Fiction, Fantasy and Horror Films - Saturn Awards :
  - Meilleur film fantastique
  - Meilleure réalisation pour Steven Spielberg
  - Meilleur scénario pour Melissa Mathison
  - Meilleur acteur pour Mark Rylance
  - Meilleure jeune actrice pour Ruby Barnhill
  - Meilleure musique pour John Williams
  - Meilleurs costumes pour Joanna Johnston
  - Meilleurs effets visuels pour Joe Letteri et Joel Whist
- Behind the Voice Actors Awards : meilleure performance vocale masculine dans un long métrage pour Mark Rylance
- Film by the Sea International Film Festival : meilleur long métrage pour Steven Spielberg
- Kids' Choice Awards : meilleurs amis pour la vie pour Ruby Barnhill et Mark Rylance
- Location Managers Guild International Awards (LMGI) : commission cinématographique exceptionnelle pour Creative Scotland
- London Critics Circle Film Awards : jeune actrice britannique de l'année pour Ruby Barnhill
- Satellite Awards :
  - Meilleure musique de film pour John Williams
  - Meilleurs effets visuels pour Mark Gee, Joe Letteri, Ken McGaugh et Kevin Andrew Smith
- Young Entertainer Awards : meilleure jeune actrice dans un long métrage pour Ruby Barnhill
- Young Artist Awards : meilleure jeune actrice dans un long métrage pour Ruby Barnhill

### Sélection
- Festival de Cannes 2016 : longs métrages - hors-compétition pour Steven Spielberg

## Éditions en vidéo
- En France, le film Le Bon Gros Géant est sorti en DVD, en Blu-ray et dans une version combo Blu-ray 3D + Blu-ray édition limitée boîtier steelBook le 1er décembre 2016[38],[39],[40]. Par la suite, le film est sorti en VOD le 1er octobre 2021[4], puis ressorti en DVD et Blu-ray le 21 novembre 2023[41],[42].
- Au Québec, le film est sorti en DVD / Blu-ray le 29 novembre 2016[43].

## Commentaire
Le film est dédié à la mémoire de la scénariste Melissa Mathison, décédée en novembre 2015 quelques mois avant la sortie du film.